# Jilson Bango
Jilson Luis Antonio Bango (* 6. Januar 1999 in Sumbe) ist ein angolanischer Basketballspieler.

## Laufbahn
In seinem Heimatland spielte Bango für Marinha de Guerra und anschließend für CD Primeiro de Agosto. 2020/21 sowie 2021/22 wurde er als bester Spieler der Hauptrunde der angolanischen Liga ausgezeichnet.
Der deutsche Bundesligist Basketball Löwen Braunschweig stattete ihn im September 2022 mit einem Dreijahresvertrag aus. Bango kam auf insgesamt 58 Bundesliga-Spiele für die Niedersachsen. In der Saison 2023/24 erreichte er in 34 Einsätzen im Durchschnitt 13,5 Punkte, 7,1 Rebounds sowie 1,6 geblockte Würfe je Begegnung. Letzteres war der Ligahöchstwert.
Im Sommer 2024 wechselte er nach Spanien zu Basket Saragossa 2002. Für die Mannschaft bestritt er in der Liga ACB 19 Einsätze, in denen er Mittelwerte von 13,4 Punkten und 5,5 Rebounds erreichte. Anfang Februar 2025 nahm Fenerbahçe Istanbul Bango unter Vertrag. Kurz darauf gewann er mit Fenerbahçe den türkischen Pokalwettbewerb.

### Nationalmannschaft
2019 gewann Bango mit der angolanischen Nationalmannschaft die Bronzemedaille bei der Afrikameisterschaft. 2023 nahm er an der Weltmeisterschaft teil.